# S'Escorxador
S'Escorxador és un edifici municipal situat en els límits de l'Eixample de Palma. Va ser projectat per l'arquitecte Gaspar Bennazar i és una de les seves obres més representatives.
Gaspar Bennazar va iniciar el projecte el 1905 i va obtenir el primer premi en l'Exposició Nacional de Belles Arts de Madrid, l'any 1906. El nou escorxador municipal substituí l'antic que havia quedat mancat de condicions per al sacrifici d'animals. El nou conjunt va gaudir d'un caràcter funcional, higienista i innovador. L'arquitecte organitzà el conjunt simètricament al seu accés pel carrer Emperadriu Eugènia, façana visible amb dos pavellons i tancament amb reixes. Aquests edificis albergaven les funcions administratives i de control sanitari, així com magatzems, quadres i cotxeres. La resta del conjunt el conformaren els pavellons de sacrifici i escorxador d'animals, que convergíen en el centre amb un gran umbracle que els unia. A la perifèria, de forma circular, se situaren els corrals. El recinte es tancà amb un mur en alçada que evitava les vistes a l'interior.
L'activitat com a escorxador municipal va finalitzar l'any 1982, però la seva situació i característiques el van fer idoni per a un nou ús i esdevingué un espai de referència del barri. La seva rehabilitació, finalitzada el 1987, va ser molt respectuosa amb l'obra de Gaspar Bennazar.
Avui en dia aquest espai té funció de centre cultural, recreatiu i comercial i en ell s'hi troben ubicades les sales de cinema, CineCiutat, i la biblioteca municipal Josep Maria Llompart.